# Onthophagus carinidorsis
Onthophagus carinidorsis là một loài bọ cánh cứng trong họ Bọ hung (Scarabaeidae).